# Shatner Claus: The Christmas Album
Shatner Claus: The Christmas Album je studiové album kanadského hudebníka Williama Shatnera. Vydáno bylo 26. říjen roku 2018 spolčností Cleopatra Records. Na albu se podílela řada hostů, mezi něž patří například Henry Rollins, Iggy Pop a Judy Collins. Deska obsahuje třináct klasických vánočních písní. Bonusem je punkrocková verze písně „Jingle Bells“ s hostujícícím Henrym Rollinsem.

## Seznam skladeb
V závorce jsou uvedeni hosté.
1. „Jingle Bells“ (Henry Rollins)
2. „Blue Christmas“ (Brad Paisley)
3. „Little Drummer Boy“ (Joe Louis Walker)
4. „Winter Wonderland“ (Todd Rundgren a Artimus Pyle)
5. „Twas the Night Before Christmas“ (Mel Collins)
6. „Run Rudolph Run“ (Elliot Easton)
7. „O Come, O Come Emmanuel“ (Rick Wakeman)
8. „Silver Bells“ (Ian Anderson)
9. „One for You, One for Me“
10. „Rudolph the Red-Nosed Reindeer“ (Billy Gibbons)
11. „Silent Night“ (Iggy Pop)
12. „White Christmas“ (Judy Collins)
13. „Feliz Navidad“ (Dani Bender)